# 陳添秀
陳添秀（1904年—1993年），臺灣政治人物，曾任林口鄉副鄉長、第四、第五、第七及第八屆台北縣議員。
台灣日治時期政府實施皇民化運動，禁絕台灣民間信仰神明，包括林口竹林山觀音寺中十八手觀音像(觀音佛祖)。傳言陳添秀兄長陳隆將此神像藏匿於家中，暗中奉祀兩年多。後勸說日本官吏：「日本亦篤信佛教，觀音菩薩為佛教大菩薩，亦廣為日本人奉祀，素來護佑日本。」，臺灣總督府於是興建和風寺廟，並准許保存觀音像。然而，至日本投降前，安奉於寺中的是地方人士另刻的分身，俗稱「二媽」，而十八手觀音的本尊始終奉祀於陳家廳堂內，戰後方迎入寺殿中。。
二次大戰結束後，由於日本官廳失去統治效力，陳添秀曾組織人馬代管林口的機關與日人產業，國府來台後，獲派任林口鄉副鄉長兼農業會副會長。之後陸續擔任多屆鄉民代表與縣議員，為地方派系領袖。
陳添秀卸任議員後持續影響林口政壇，1977年陳添秀派的洪德利當選林口鄉長。